# Kościół Matki Bożej Anielskiej w Olszynce
Kościół Matki Bożej Anielskiej w Olszynce – rzymskokatolicki kościół filialny w Olszynce, należący do parafii Wszystkich Świętych w Nowym Browińcu, w dekanacie Głogówek, diecezji opolskiej.

## Historia
Kościół został wzniesiony w latach 1899–1900 jako świątynia ewangelicka. Został poświęcony 14 czerwca 1900. Na początku XX wieku przy kościele funkcjonował chór dziecięcy. Przed 1945 do protestanckiej parafii w Olszynce należały wsie: Solec, Ligota Bialska, Górka Prudnicka, Grabina, Prężyna, Józefów, Kolnowice, Laskowice, Miłowice, Otoki, Olbrachcice, Radostynia, Słoków, Śmicz, Szonowice, Gostomia, Wasiłowice i miasto Biała. Parafia miała dwóch pastorów: Paula Greinera (1896–1921) i Fritza Wädera (1921–1946).
W 1945 w Olszynce zamieszkali polscy katolicy. Dawną świątynię ewangelicką przejął Kościół katolicki, dzięki czemu uchroniła się przed zniszczeniem. 2 stycznia 1947 została poświęcona na cele kultu katolickiego przez księdza Kominka. Kościołowi nadano wezwanie Matki Bożej Anielskiej. Jest to jedyny w powiecie prudnickim dawny kościół ewangelicki, który wciąż służy celom religijnym.

## Organy
Organy wybudowała firma J.M.V. Haas ok. 1899 roku. Prospekt jednosekcyjny, neogotycki. Wiatrownice klapowo-zasuwowe. Stół gry wbudowany w lewy bok szafy organowej.
Dyspozycja instrumentu:
| Manuał I              | Manuał II                 | Pedał                |
| --------------------- | ------------------------- | -------------------- |
| 1. Mixtur 2 Fach      | 1. Portunal flöte 8 Fuss  | 1. Gambebass 16 Fuss |
| 2. Octave 4 Fuss      | 2. Salicional 8 Fuss      | 2. Octavbass 8 Fuss  |
| 3. [brak manubrium]   | 3. Flauto traverso 4 Fuss |                      |
| 4. Gedactflöte 8 Fuss |                           |                      |
| 5. Gemshorn 8 Fuss    |                           |                      |
| 6. Principal 8 Fuss   |                           |                      |